# Magaliesburg
Magaliesburg ist eine Stadt in der südafrikanischen Provinz Gauteng. Sie gehört zur Gemeinde Mogale City im Distrikt West Rand. 

## Geographie
2011 hatte die Stadt 6363 Einwohner. Davon lebten 5056 im Township GaMohale (auch Mohale City, nach dem früheren Herrscher Mogale, nach dem auch Magaliesburg benannt ist). Die Stadt liegt rund 1434 Meter über dem Meeresspiegel. Magaliesburg liegt zwischen zwei Höhenzügen: dem südlichen Teil der Magaliesberge im Norden und dem Witwatersrand im Süden.

## Geschichte
Die Blaauwbank Mine nahe Magaliesburg wurde 1874 als erstes Goldbergwerk der heutigen Provinz Gauteng gegründet.

## Wirtschaft
Eine wichtige Einnahmequelle Magaliesburgs ist der Tourismus, vor allem für Kurzurlauber. Außerdem wird Landwirtschaft betrieben (Rinderzucht, Mais- und Gemüseanbau).

## Verkehr
Magaliesburg liegt an der Fernstraße R24, die unter anderem Rustenburg im Nordwesten mit Krugersdorp im Südosten verbindet, und der R509, die von Magaliesburg westwärts nach Koster führt. 
Die Stadt liegt an der Bahnstrecke (Johannesburg–)Krugersdorp–Mahikeng. Eine weitere Bahnstrecke führte von Magaliesburg nach Pretoria. Von Johannesburg Park Station aus werden gelegentlich Dampfzugfahrten nach Magaliesburg angeboten.
Südöstlich der Stadt liegt der Flugplatz Orient (ICAO-Code: FAOI).

## Persönlichkeiten
- Jochem van Bruggen (1881–1957), im Jahr 1917 erster Träger des Hertzogprys für Prosa, starb in Magaliesburg.